# Pływanie na Letnich Igrzyskach Olimpijskich 2024 – 4 × 100 m stylem dowolnym kobiet
Sztafeta 4 × 100 m stylem dowolnym kobiet – konkurencja pływacka, która odbyła się podczas Letnich Igrzysk Olimpijskich 2024 w Paryżu. Eliminacje i finał zostały rozegrane 27 lipca 2024.

## Terminarz
| Data          | Godzina rozpoczęcia (CET) | Runda      |
| ------------- | ------------------------- | ---------- |
| 27 lipca 2024 | 12:15                     | Eliminacje |
| 27 lipca 2024 | 21:34                     | Finał      |

## Rekordy
Rekord świata i rekord olimpijski przed rozpoczęciem zawodów:
| Rekord            | Reprezentacja                                                         | Czas    | Miejsce | Data          |
| ----------------- | --------------------------------------------------------------------- | ------- | ------- | ------------- |
| Rekord świata     | Australia Mollie O’Callaghan · Shayna Jack · Meg Harris · Emma McKeon | 3:27,96 | Fukuoka | 23 lipca 2023 |
| Rekord olimpijski | Australia Bronte Campbell · Meg Harris · Emma McKeon · Cate Campbell  | 3:29,69 | Tokio   | 25 lipca 2021 |

W trakcie zawodów ustanowiono następujące rekordy:
| Data     | Etap konkurencji | Reprezentacja                                                                                           | Czas    | Rekord |
| -------- | ---------------- | --- | ------- | ------ |
| 27 lipca | finał            | Australia · Mollie O’Callaghan (52,24) · Shayna Jack (52,35) · Emma McKeon (52,39) · Meg Harris (51,94) | 3:28,92 | OR     |

## Wyniki

### Eliminacje
| Miejsce | Wyścig | Tor | Reprezentacja     | Zawodniczki                                                                                                | Czas    | Uwagi |
| ------- | ------ | --- | ----------------- | --- | ------- | ----- |
| 1.      | 2      | 4   | Australia         | Olivia Wunsch (53,94) Bronte Campbell (53,46) Meg Harris (52,23) Emma McKeon (51,94)                       | 3:31,57 | Q     |
| 2.      | 1      | 4   | Stany Zjednoczone | Abbey Weitzeil (53,60) Simone Manuel (53,23) Erika Connolly (53,83) Kate Douglass (52,63)                  | 3:33,29 | Q     |
| 3.      | 2      | 5   | Chiny             | Cheng Yujie (53,95) Wu Qingfeng (53,84) Yu Yiting (54,05) Yang Junxuan (52,47)                             | 3:34,31 | Q     |
| 4.      | 2      | 3   | Szwecja           | Michelle Coleman (53,92) Sarah Sjöström (51,99) Sara Junevik (54,09) Sofia Åstedt (54,35)                  | 3:34,35 | Q     |
| 5.      | 2      | 2   | Francja           | Béryl Gastaldello (53,54) Mary-Ambre Moluh (53,49) Lison Nowaczyk (54,67) Charlotte Bonnet (53,55)         | 3:35,25 | Q     |
| 6.      | 2      | 6   | Kanada            | Penny Oleksiak (53,78) Mary-Sophie Harvey (54,15) Brooklyn Douthwright (53,81) Taylor Ruck (53,55)         | 3:35,29 | Q     |
| 7.      | 1      | 5   | Wielka Brytania   | Anna Hopkin (54,08) Eva Okaro (53,84) Lucy Hope (54,74) Freya Anderson (53,47)                             | 3:36,13 | Q     |
| 8.      | 1      | 6   | Włochy            | Sofia Morini (53,92) Chiara Tarantino (54,14) Sara Curtis (53,93) Emma Virginia Menicucci (54,29)          | 3:36,28 | Q     |
| 9.      | 1      | 3   | Holandia          | Tessa Giele (55,24) Kim Busch (54,86) Sam van Nunen (54,26) Marrit Steenbergen (52,42)                     | 3:36,78 |       |
| 10.     | 2      | 1   | Węgry             | Petra Senánszky (54,91) Lilla Minna Ábrahám (54,36) Panna Ugrai (54,25) Nikolett Pádár (53,81)             | 3:37,33 |       |
| 11.     | 1      | 1   | Dania             | Signe Bro (55,45) Julie Kepp Jensen (54,52) Elisabeth Sabroe Ebbesen (55,10) Martine Damborg (54,45)       | 3:39,52 |       |
| 12.     | 2      | 7   | Brazylia          | Ana Carolina Vieira (54,81) Stephanie Balduccini (53,83) Giovana Reis (55,73) Maria Paula Heitmann (56,23) | 3:40,60 |       |
| 13.     | 1      | 2   | Polska            | Katarzyna Wasick (54,71) Kornelia Fiedkiewicz (54,82) Julia Maik (55,57) Zuzanna Famulok (55,57)           | 3:40,67 |       |
| 14.     | 2      | 8   | Słowenia          | Neža Klančar (54,29) Janja Šegel (55,22) Katja Fain (55,43) Tjaša Pintar (56,35)                           | 3:41,29 |       |
| 15.     | 1      | 7   | Hongkong          | Natalie Kan (56,91) Tam Hoi Lam (55,01) Camille Cheng (55,12) Stephanie Au (55,38)                         | 3:42,42 |       |
| 16.     | 1      | 8   | Irlandia          | Danielle Hill (55,61) Grace Davison (55,44) Erin Riordan (55,95) Victoria Catterson (55,67)                | 3:42,67 |       |

### Finał
| Miejsce | Tor | Reprezentacja     | Zawodniczki                                                                                       | Czas    | Uwagi |
| ------- | --- | ----------------- | ------------------------------------------------------------------------------------------------- | ------- | ----- |
| 1 !     | 4   | Australia         | Mollie O’Callaghan (52,24) Shayna Jack (52,35) Emma McKeon (52,39) Meg Harris (51,94)             | 3:28,92 | OR    |
| 2 !     | 5   | Stany Zjednoczone | Kate Douglass (52,98) Gretchen Walsh (52,55) Torri Huske (52,06) Simone Manuel (52,61)            | 3:30,20 | AM    |
| 3 !     | 3   | Chiny             | Yang Junxuan (52,48) · Cheng Yujie (52,76) · Zhang Yufei (52,75) · Wu Qingfeng (52,31)            | 3:30,30 | AS    |
| 4       | 7   | Kanada            | Maggie Mac Neil (53,31) Taylor Ruck (53,20) Summer McIntosh (53,22) Penny Oleksiak (53,26)        | 3:32,99 |       |
| 5       | 6   | Szwecja           | Sarah Sjöström (52,53) Michelle Coleman (52,98) Sara Junevik (54,41) Louise Hansson (53,87)       | 3:33,79 | NR    |
| 6       | 2   | Francja           | Béryl Gastaldello (53,83) Charlotte Bonnet (54,14) Mary-Ambre Moluh (53,37) Marie Wattel (53,65)  | 3:34,99 |       |
| 7       | 1   | Wielka Brytania   | Anna Hopkin (53,31) Eva Okaro (53,75) Lucy Hope (54,95) Freya Anderson (53,24)                    | 3:35,25 |       |
| 8       | 8   | Włochy            | Sofia Morini (54,16) Chiara Tarantino (54,27) Sara Curtis (54,24) Emma Virginia Menicucci (53,84) | 3:36,51 |       |